# Quilombo

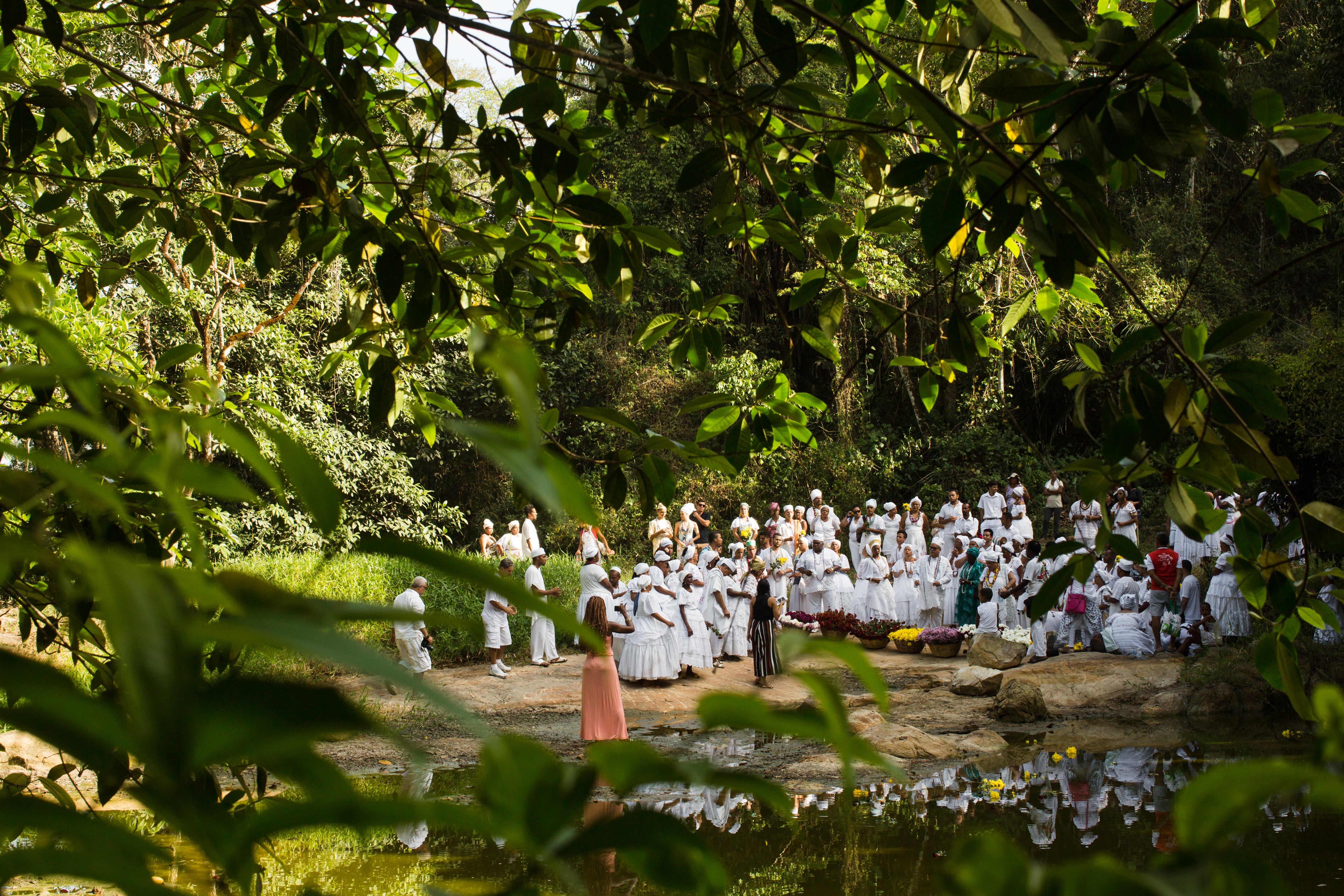
Fest i Quilombo dos Palmares på Brasiliens dag för svart medvetenhet (Dia da Consciência Negra).

Quilombo avser de historiska bosättningar som grundades, förrymda brasilianska slavar som hade flytt ut och grundat egna permanenta bosättningar. Dess invånare kallades quilombolas. De ska inte förväxlas med mocambo, som var maroonernas mer tillfälliga krigsläger. 
Det fanns många quilombo-bosättningar i Brasilien mellan 1500-talet och 1800-talet. Förrymda slavar rymde till dem, och de portugisiska koloniala myndigheterna företog militärexpeditioner mot dem som ibland kunde liknas vid krigföring. De allra flesta quilombo-samhällen var små och förstördes efter i genomsnitt två år efter grundandet, men det fanns också flera som erbjöd betydande och framgångsrikt långvarigt motstånd. Den mest berömda quilombo-staden var Palmares, som existerade från cirka 1600 tills den förstördes av militärmakten 1694, efter att ha anfallits av militärexpeditioner varenda år från 1672 och framåt.  